# 4 Love
Albums de Kenza Farah
Trésor
(2010) Karismatik
(2014)
Singles
1. Lucky
Sortie : 13 juin 2012
2. Quelque Part
Sortie : 18 juin 2012
3. One by One (feat Laza Morgan)
Sortie : 12 octobre 2012
4. Coup De Cœur (feat Soprano)
Sortie : 22 octobre 2012

4 Love est le quatrième album écrit et interprété par la chanteuse franco-algérienne Kenza Farah sorti le 3 septembre 2012, sous la maison de disque Sony Music Entertainment et le label Jive Records. 
Il sera porté par les singles Quelque Part et Coup De Cœur. Cet album contient 13 pistes dont 1 piste bonus sur iTunes, One By One (version française) en featuring avec Laza Morgan et l'album contient également un featuring avec le rappeur Soprano sur le morceau Coup De Cœur qui sera nommé aux NRJ Music Awards 2013.

## Pistes
1. 4 Love
2. Lucky
3. Là-haut
4. Quelque part
5. Coup de cœur feat. Soprano
6. Indélébile
7. Avec toi
8. Accordez-moi
9. Croire en nos rêves (coécrit avec Lino)
10. Je regrette
11. Changer d'air
12. Mohamed (coécrit avec Youssoupha)
13. One by One (feat Laza Morgan)

## Classements
| Classement (2012)            | Meilleure position |
| ---------------------------- | ------------------ |
| Belgique (Wallonie Ultratop) | 44                 |
| France (SNEP)                | 13                 |